# Списак вулкана у Мексику
Подручје Мексика је подложно интензивној вулканској активности превасходно захваљујући субдукцији кокосове тектонске плоче ка истоку ка северноамеричкој и карипској плочи. Тим покретима формиран је око 900 км дуг трансмексички вулкански појас који се протеже од архипелага Ревиљахихедо у Пацифику па све до обала Мексичког залива (односно до централних делова државе Веракруз).
На северозападу земље у подручју полуострва Доња Калифорнија дуж великог раседа који иде дном Калифорнијског залива (и који се на северу веже за велики расед Сан Андрес) налази се друга (и знатно мања) вулканска област у земљи. Ван ових зона су вулканске купе Ел Чичон и Такана у јужном делу земље (подручју јужније од Јужне Сијера Мадре у држави Чијапас).
Вулкани дуж пацифичке обале Мексика део су ватреног појаса Пацифика. На територији Мексика данас је регистровано 126 планинских врхова који се могу сматрати вулканским купама (реч је о активним и успаваним вулканима и вулканским пољима), док планине вулканског порекла о чијим активностима не постоје никакви подаци не улазе у ову категорију.

## Вулкани Трансмексичког вулканског појаса
| Вулкан                   | Савезна држава            | Висина (м). | Тип             | Координате                                            | Последња ерупција         |
| ------------------------ | ------------------------- | ----------- | --------------- | ----------------------------------------------------- | ------------------------- |
| Лос Атлискос             | Пуебла                    | 800         | Стратовулкан    | 19° 48′ 32″ С; 96° 31′ 34″ З / 19.809° С; 96.526° З   |                           |
| Xihuingo                 | Идалго                    | 3.240       |                 | 19° 49′ 00″ С; 98° 32′ 00″ З / 19.8166° С; 98.5333° З |                           |
| Барсена                  | Ревиљахихедо, Колима      | 332         | Стратовулкан    | 19° 18′ С; 110° 49′ З / 19.30° С; 110.82° З           | 1953                      |
| Себоруко                 | Најарит                   | 2.280       | Стратовулкан    | 21° 07′ 30″ С; 104° 30′ 29″ З / 21.125° С; 104.508° З | 1875                      |
| Чичинауцин               | Морелос                   | 3.930       | Стратовулкан    | 19° 05′ С; 99° 08′ З / 19.08° С; 99.13° З             | 400. ± 100 год            |
| Кофре де Пероте          | Веракруз                  | 4.282       | Штитасти вулкан | 19° 29′ 31″ С; 97° 09′ 00″ З / 19.492° С; 97.15° З    | 1150. ± 100 год           |
| Колима                   | Колима и Халиско          | 4.330       | Стратовулкан    | 19° 31′ С; 103° 37′ З / 19.51° С; 103.62° З           | 2006                      |
| Квексомате               | Пуебла                    | 4.330       |                 | 19° 04′ 15″ С; 98° 14′ 06″ З / 19.0708° С; 98.2350° З |                           |
| Лас Кумбрес              | Пуебла                    | 3.940       |                 | 19° 09′ С; 97° 16′ З / 19.15° С; 97.27° З             | 3920. п. н. е. ± 50 год   |
| Лас Дерумбадас           | Пуебла                    | 1.500       |                 | 19° 12′ С; 97° 18′ З / 19.20° С; 97.30° З             |                           |
| Ла Глорија               | Пуебла                    | 3.600       | Вулканско поље  | 19° 20′ С; 97° 15′ З / 19.33° С; 97.25° З             |                           |
| Лос Умерос               | Пуебла                    | 3.150       |                 | 19° 41′ С; 97° 27′ З / 19.68° С; 97.45° З             | холоцен                   |
| Ицаксиватл               | Мексико и Пуебла          | 5.286       |                 | 19° 12′ С; 98° 36′ З / 19.2° С; 98.6° З               | холоцен                   |
| Хокотитлан               | Мексико                   | 3.900       |                 | 19° 43′ 26″ С; 99° 45′ 25″ З / 19.724° С; 99.757° З   | 1270. ± 75 год            |
| Ел Хоруљо                | Мичоакан                  | 3.170       | Шљакасти конус  | 19° 29′ С; 102° 15′ З / 19.48° С; 102.25° З           | 1774                      |
| Малинче                  | Пуебла и Тласкала         | 4.461       | стратовулкан    | 19° 14′ С; 98° 02′ З / 19.23° С; 98.03° З             | 1170. п. н. е. ± 50 год   |
| Маскота                  | Халиско                   | 2.540       |                 | 20° 37′ С; 104° 50′ З / 20.62° С; 104.83° З           | холоцен                   |
| Мичоакан-Гванахуато      | Гванахуато и Мичоакан     | 3.860       |                 | 19° 51′ С; 101° 45′ З / 19.85° С; 101.75° З           | 1952.                     |
| Наолинко                 | Веракруз                  | 2000        | вулканско поље  | 19° 40′ С; 96° 45′ З / 19.67° С; 96.75° З             | холоцен                   |
| Невадо де Колима         | Халиско                   | 4.260       | Стратовулкан    | 19° 33′ 47″ С; 103° 36′ 29″ З / 19.563° С; 103.608° З |                           |
| Невадо де Толука         | Мексико                   | 4.690       | Стратовулкан    | 19° 06′ 29″ С; 99° 45′ 29″ З / 19.108° С; 99.758° З   | 1350. пне                 |
| Папајо                   | Мексико                   | 3.600       | Стратовулкан    | 19° 18′ 29″ С; 98° 42′ 00″ З / 19.308° С; 98.70° З    | холоцен                   |
| Парикутин                | Мичоакан                  | 3.170       | Стратовулкан    | 19° 30′ С; 102° 12′ З / 19.5° С; 102.2° З             | 1952.                     |
| Оризаба                  | Веракруз и Пуебла         | 5.700       | Стратовулкан    | 19° 01′ 01″ С; 97° 16′ 12″ З / 19.017° С; 97.27° З    | 1846.                     |
| Попокатепетл             | Мексико, Пуебла y Морелос | 5.426       | Стратовулкан    | 19° 18′ 29″ С; 98° 42′ 00″ З / 19.308° С; 98.70° З    | 2000.                     |
| Сан Мартин Тухтла        | Веракруз                  | 1.650       | Стратовулкан    | 18° 34′ 12″ С; 95° 19′ 12″ З / 18.57° С; 95.320° З    | 1796.                     |
| Sangangüey               | Најарит                   | 2.353       | Стратовулкан    | 21° 27′ С; 104° 44′ З / 21.45° С; 104.73° З           | 1742.                     |
| Сердан Оријентал         | Пуебла                    | 3.485       | Стратовулкан    | 19° 16′ С; 97° 28′ З / 19.27° С; 97.47° З             | холоцен                   |
| Zitacuaro-Valle de Bravo | Мичоакан                  | 3.500       | Стратовулкан    | 19° 24′ С; 100° 15′ З / 19.40° С; 100.25° З           | 3050. п. н. е. ± 1000 год |

- Ицаксиватл и Попокатепетл
- Невадо де Колима и Колима, најактивнији вулкани у Мексику
- Попокатепетл

## Остали вулкани
| Вулкан              | Држава                 | Висина (м) | Тип             | Координате                                             | Последња ерупција |
| ------------------- | ---------------------- | ---------- | --------------- | ------------------------------------------------------ | ----------------- |
| Керо Пријето        | Доња Калифорнија       | 223        | Стратовулкан    | 32° 25′ 05″ С; 115° 18′ 18″ З / 32.418° С; 115.305° З  | холоцен           |
| Чичон               | Чијапас                | 1.205      | Стратовулкан    | 17° 21′ 36″ N 93° 13′ 40″ W / 17.36000° С; 93.22778° З |                   |
| Комонду-Ла Пурисима | Јужна Доња Калифорнија | 780        | Стратовулкан    | 26° 00′ С; 111° 55′ З / 26.00° С; 111.92° З            |                   |
| Коронадо            | Доња Калифорнија       | 440        | Стратовулкан    | 29° 04′ 48″ С; 113° 30′ 47″ З / 29.08° С; 113.513° З   | 1539.             |
| Дуранго             | Дуранго                | 2.075      | Вулканско поље  | 24° 09′ С; 104° 26′ З / 24.15° С; 104.43° З            |                   |
| Гвадалупе           | Доња Калифорнија       | 1.100      | Вулканско поље  | 29° 04′ С; 118° 17′ З / 29.07° С; 118.28° З            |                   |
| Харагвај            | Доња Калифорнија       | 960        | вулканско поље  | 29° 20′ С; 114° 30′ З / 29.33° С; 114.50° З            | холоцен           |
| Ел Пинакате         | Сонора                 | 1.200      | вулканско поље  | 31° 46′ 19″ С; 113° 29′ 53″ З / 31.772° С; 113.498° З  | холоцен           |
| Сан Борха           | Доња Калифорнија       | 1.360      | вулканско поље  | 28° 30′ С; 113° 45′ З / 28.50° С; 113.75° З            | холоцен           |
| Острво Сан Луис     | Доња Калифорнија       | 180        | Шљакасти конус  | 29° 58′ 16″ С; 114° 24′ 36″ З / 29.971° С; 114.410° З  | холоцен           |
| Сан Квинтин         | Доња Калифорнија       | 260        | вулканско поље  | 30° 28′ 05″ С; 115° 59′ 46″ З / 30.468° С; 115.996° З  | холоцен           |
| Еверман             | Ревиљахихедо, Колима   | 1.050      | Штитасти вулкан | 18° 47′ С; 110° 57′ З / 18.78° С; 110.95° З            | 1993.             |
| Такана              | Чијапас и Гватемала    | 4.060      | Стратовулкан    | 15° 08′ С; 92° 07′ З / 15.13° С; 92.11° З              | 1986.             |
| Тортуга             | Јужна Доња Калифорнија | 210        | Штитасти вулкан | 27° 26′ 24″ С; 111° 58′ 41″ З / 27.440° С; 111.978° З  | холоцен           |
| Трес Виргенес       | Јужна Доња Калифорнија | 1.940      | Стратовулкани   | 27° 25′ С; 112° 35′ З / 27.42° С; 112.59° З            | 2001.             |
| Ла Реформа          | Доња Калифорнија       |            | Калдера         |                                                        |                   |

- Такана се налази на граници Мексика и Гватемале
- Кратер Ел Пинакате
- La Острво Тортуга је штитасти вулкан у Калифорнијском заливу